# 藤咲彩音
藤咲彩音（日语：藤咲 彩音，1995年12月7日—），日本埼玉縣出生生日12月7日，是日本偶像。暱稱是Pinky!（日语：ピンキー!）。電波組.inc的一員，口號為「看我跳舞有七變化!（日语：踊ってみたら七変化!）」，代表色為藍色。

## 簡歷
因為雙親為御宅族，在一歲前就已經開始 Cosplay。之後則在Niconico動畫上以Pinky!的名義進行「跳舞看看」的活動。看到這些影片的製作人福嶋麻衣子透過 Twitter 向他勸說前往秋葉原的 Live & Bar「DearStage」工作。在收到此勸說前尚不知道 DearStage 的存在，因為當時正遭遇面試十個以上打工都落選的時期，因為「想在店裡工作」的目的而入店了。
據福嶋所述，當時四處打聽都找不到「可愛的女孩」做新成員，店裡的 DearGirl 剛好介紹了藤咲的影片，覺得「和我想要的一樣」而勸說進了 DearStage。
後來2011年10月被打探是否要加入電波組.inc時，回答「現在的五個人已經很完整了」「我還要上學」等等理由，不願意接受。後來跟媽媽討論過後，「雖然歌曲很微妙，但我想在人前跳舞」「讓自己更進一步」有這樣的感覺而決心加入。同年12月25日，電波組.inc的第一場獨立演唱會兼跡部みぅ的畢業演唱會「聖夜、宇宙中迴響著電波組.inc的愛和勇氣和一些電波～電波LIFE不會結束～」在原宿 Astro Hall 舉辦，同時也宣佈加入新成員藤咲及最上もが。
2014年3月12日發行的單曲「サクラあっぱれーしょん」的初回限定藤咲彩音盤中，收錄了個人單曲「P and A」。同年8月8日，在橫濱市橫濱高速鐵道港未來21線的「港未來站」，擔任一日站長的職務。
2015年8月29日預定舉辦的「@JAM EXPO 2015」中，藤咲被選為「@JAM ALL STARS 2015」的一員，演唱 @JAM 主題曲「夢の砂～a theme of @JAM～」。

## 演出
- 廣播
  - 電波Ch.♥ 〜TOKYO DEMPA INTERNATIONAL〜（日语：でんぱCh.♥ 〜TOKYO DEMPA INTERNATIONAL〜）（2015年4月起，TOKYO FM，每週三深夜）與古川未鈴共同擔任固定MC。

## 書籍
- 電子寫真集
  - 月刊 でんぱ組.inc×米原康正（藤咲彩音 EDITION） （页面存档备份，存于）（2013年5月27日、月刊デジタルファクトリー、「月刊」シリーズ）

## 註腳

## 外部連結
- 藤咲彩音官方部落格-Pinky!的七變化之卷 （页面存档备份，存于） - Ameba
- 藤咲彩音的X（前Twitter）
- 藤咲彩音的Instagram帳戶
- 看Pinky！跳舞(｢`>ω<)｢ （页面存档备份，存于） - Niconico
- YouTube上的pinky ayane頻道
- 電波組.inc官方網站 （页面存档备份，存于）
  - 電波組.inc的X（前Twitter）
  - 電波組.inc的Facebook專頁
  - YouTube上的電波組.inc頻道